# Villanuova sul Clisi
Villanuova sul Clisi là một đô thị trong tỉnh tỉnh Brescia thuộc vùng Lombardia, Ý. Đô thị này có diện tích 9 km², dân số 4720 người. Các đơn vị dân cư trực thuộc là: Berniga, Bondone, Bostone, Canneto, Mezzane, Peracque, Ponte Pier, Valverde. Các đô thị giáp ranh gồm: 
Gavardo, Roè Volciano, Sabbio Chiese, Vobarno